# Giacomo Grosso
Giacomo Grosso (Cambiano, 25 maggio 1860 – Torino, 14 gennaio 1938) è stato un pittore italiano.

## Biografia
Ercole Giacomo Antonio Grosso nasce il 25 maggio 1860 a Cambiano, nella provincia torinese, nono degli undici figli di Guglielmo Grosso, falegname, e Gioanna Vidotti, tessitrice e abile "setaiola" che a un certo punto abbandona il lavoro per badare alla numerosa prole.

### Dal seminario di Giaveno agli studi presso l'Accademia Albertina di Torino

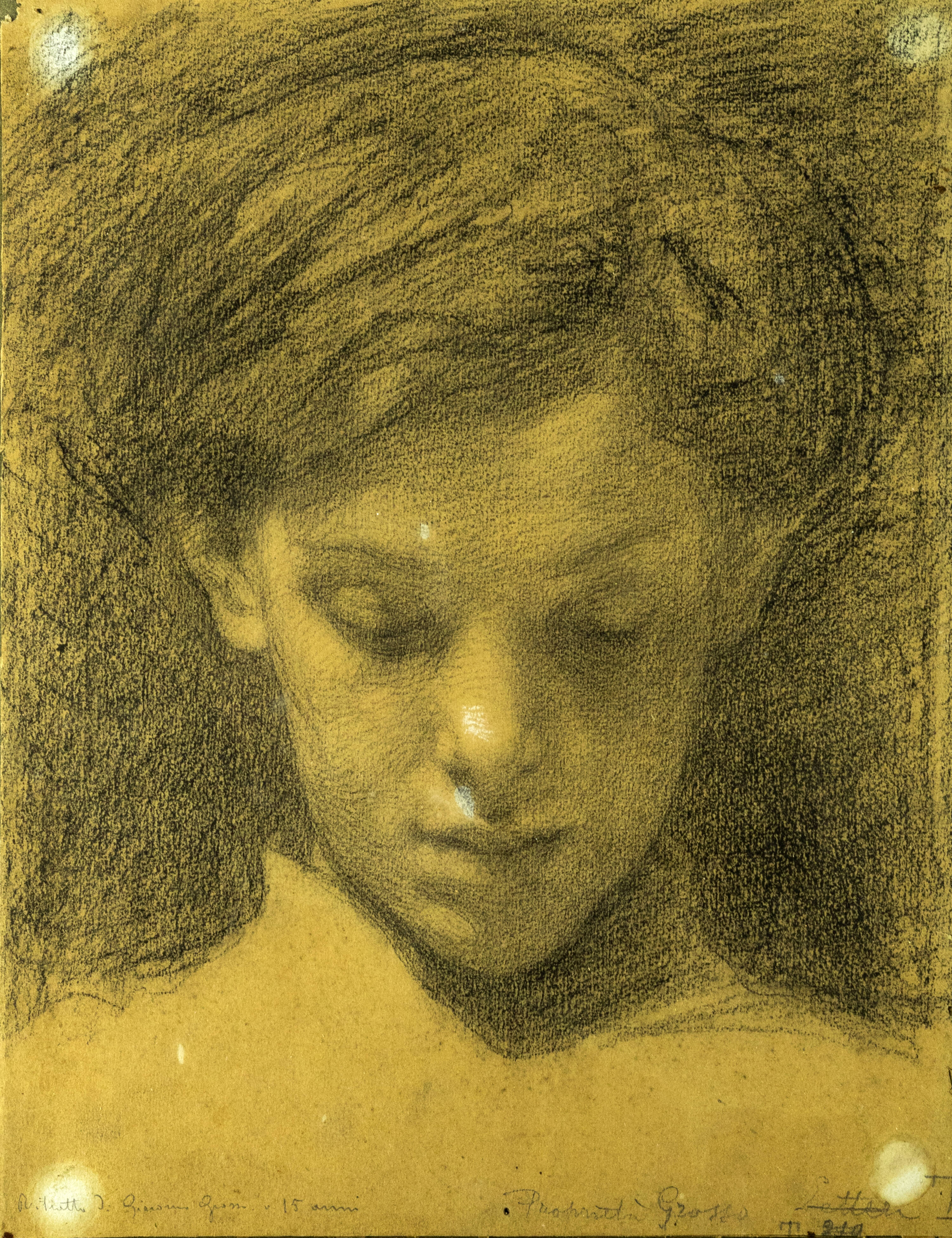
Demetrio Cosola, Ritratto di Giacomo Grosso a quindici anni, disegno a carboncino su carta gialla, 33,5x25,5 cm - Collezione privata

Dopo aver frequentato la scuola elementare comunale, grazie all'aiuto economico dello zio macellaio Antonio entra, nell'ottobre del 1870, al Seminario di Giaveno. Insofferente, decide di abbandonare la carriera ecclesiastica e di iscriversi all'Accademia Albertina di Belle Arti di Torino. Andrea Gastaldi, titolare della cattedra di Pittura, riceve l'aspirante allievo e, intuendone il talento, scrive una lettera al sindaco di Cambiano, Michele Rocco, richiedendo un ausilio finanziario per il ragazzo. La Giunta Comunale approva l'elargizione di una pensione mensile di 30 lire (360 lire annue). Giacomo Grosso si iscrive regolarmente all'Accademia per l'anno 1873-1874 che termina col riconoscimento della terza Menzione onorevole al concorso di Ornato, 1ª classe (disegno dalla stampa). Affitta una soffitta in via Bertola insieme a uno dei suoi fratelli, falegname come il padre. Gli unici mobili che hanno sono: un letto, un mobile e una sedia. C'è anche una stufa ma l'uscio di casa non aderisce bene al pavimento e alcuni vetri della finestra sono sostituiti da fogli di carta che non permettono al caldo di restare nell'appartamento.
Per guadagnarsi da vivere, dal 1875 inizia a svolgere dei lavori saltuari: ripassa o rinnova le insegne di latta dei tabaccai torinesi. Intanto, nei concorsi annuali dell'Accademia, vince due medaglie di rame (Ornato e Disegno di Figura) e ottiene una menzione onorevole per il concorso di Prospettiva. Un anno dopo intraprende una collaborazione con un fotografo di piazza Vittorio Emanuele (con buona probabilità lo "Studio Giuseppe Vanetti" con sede in piazza Vittorio Emanuele [oggi piazza Vittorio Veneto], Casa Calcagno, e ingresso anche da via Giulia di Barolo 2) occupandosi della coloritura manuale di ingrandimenti di ritratti fotografici e per i quali è retribuito cinque lire a lavoro. Nel frattempo termina il terzo e ultimo anno propedeutico con una menzione onorevole al concorso annuale di Ornato e vincendo un assegno di incoraggiamento per una saggio fuori concorso. Alla fine del 1876 comincia il primo anno superiore di Pittura. Alla fine del 1878 scade il sussidio erogatogli dal Comune di Cambiano. Dovendo provvedere interamente a se stesso, Grosso trova un'altra fonte di mantenimento dipingendo ritratti ingranditi da fotografie guadagnando una media di venti lire ognuno. Gli impegni extrascolastici lo costringono a trascurare la carriera accademica. Tentato di abbandonare gli studi non rinnova l'iscrizione all'anno accademico 1879-1880 e approfitta del tempo libero per visitare la Mostra Nazionale di Torino del 1880. Riacquisito l'entusiasmo si immatricola per l'anno 1880-1881.

### Gli esordi
Il 1880 segna l'anno d'esordio della carriera pittorica di Giacomo Grosso: vince il Concorso Nazionale del Ministero - e un premio di 2.000 lire - per il miglior saggio di nudo con l'opera Abele colpito a morte (1881, olio su tela, 75x130 cm - Collezione privata) ed esordisce alla 24ª Esposizione della Società d'Incoraggiamento delle Belle Arti al Circolo degli Artisti di Torino con Amusant (1881, olio su tela, 88x60 cm - Collezione privata). Nel 1882, ventiduenne, affitta un piccolo appartamento in via Berthollet 8 e conclude il penultimo anno del corso superiore di Pittura con tre medaglie d'oro ai concorsi annuali: due per Pittura (4ª classe, testa dipinta dal vero, e 5ª classe, accademia istoriata) e quello della sezione Pittura murale a tempera. Nel 1883 porta trionfalmente a studi gli studi all'Accademia vincendo il concorso triennale di Pittura e prende alloggio in via Napione 5. Nel novembre dello stesso anno, in un soggiorno a Torino, il conte Marcello Panissera di Veglio, presidente dell'Accademia Albertina, della Promotrice torinese delle Belle Arti e prefetto di palazzo del re Umberto I di Savoia, ha modo di ammirare gli ultimi lavori del pittore tra cui il Ritratto di Bartolomeo Ardy (1883, olio su tela, 60x50 cm - Collezione privata). Il conte commissiona a Giacomo Grosso una propria effigie e lo invita a Roma per l'esecuzione. All'inizio di dicembre il pittore cambianese parte per la capitale : gli vengono assegnati un alloggio e uno studio nel palazzo del Quirinale. Il conte Panissera è il suo primo mecenate e, attraverso la sua influenza, Grosso riceve numerose commissioni da diversi personaggi dell'ambiente sabaudo e del patriziato romano. 

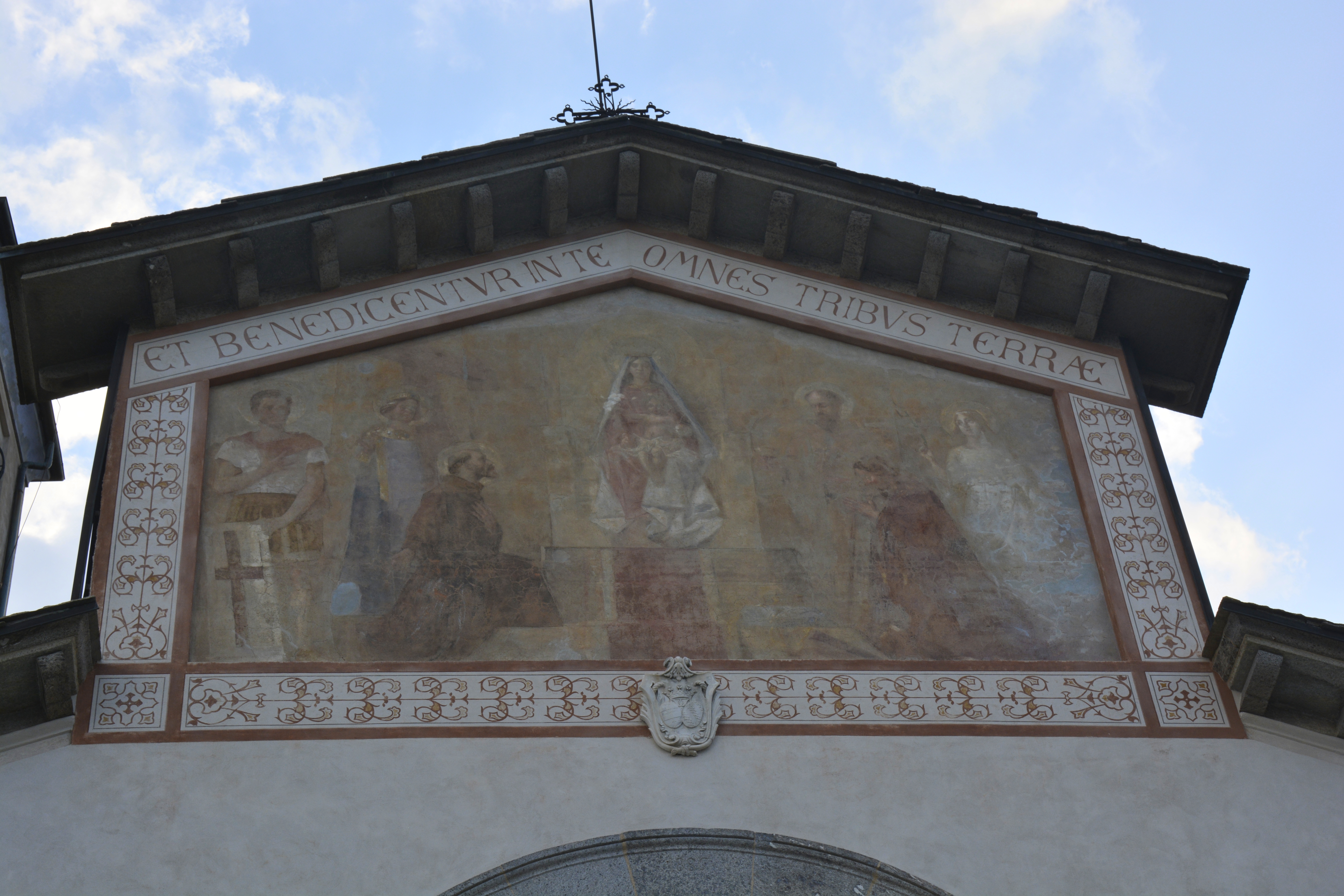
Timpano della facciata del Santuario di Belmonte affrescato da Giacomo Grosso tra il 1887 e il 1888

Arrivano i primi successi. Nel febbraio 1884 il pittore decide di rincasare a Torino in occasione della grande Esposizione Nazionale per la quale presenta otto dipinti. Il più celebre è La cella delle pazze (1884, olio su tela, 470x310 cm - Torino, GAM Galleria Civica d'Arte Moderna e Contemporanea, inv. P/439), una tela di oltre tre metri giocata tutta sui toni del bianco e del nero, il cui soggetto è ispirato alla novella di Giovanni Verga "Storia di una capinera" del 1871, e che viene acquistata dal Municipio di Torino per le collezioni civiche su invito del conte Ernesto Balbo Bertone di Sambuy. Antonio Stella nel 1893 scriveva su questo dipinto: "È uno dei tristi drammi che si svolgono nei recessi dei monasteri. Una giovane monaca, forse non pazza, ma ribelle alle austere discipline del chiostro, si dibatte tra le monache che la cacciano a viva forza in cella, mentre la superiora, arcigna, impettita, assiste con impassibilità caratteristica, alla truce scena. Il dramma è mirabilmente sostenuto dal colore locale dell'ambiente in cui si svolge. E il quadro riesce a quell'unità d'integrazione morale e pittorica che impressiona lo spettatore. Come saggio di tavolozza è un ardimento vero. Grosso volle provare la sua abilità di colorista all'infuori dei colori, con la sola risorsa del nero e del bianco, ben sapendo che il chiaroscuro è la base fondamentale della pittura. Le tinte per se stesse sono poco; ad esse basta il tintore. Vederne, sentirne e renderne la poesia, il senso pittoresco, sotto il dominio della luce, è la missione del pittore; e, in questo caso, il nero ed il bianco bastano a dare la misura della sensibilità di un occhio, dell'abilità di una mano, dell'indole di un artista. Comunque, con La cella delle pazze, Grosso provò di avere la vocazione a diventare un potente colorista; si rivelò abilissimo nel maneggio del pennello, e fece il primo passo decisivo verso la splendida posizione artistica che non tardò ad acquistare nella nostra scuola".
Il 15 maggio Giacomo Grosso sposa la sedicenne Carolina Bertana, figlia del vicecapocompartimento delle ferrovie, e la coppia va ad abitare in un piccolo alloggio all'ultimo piano di via Carlo Alberto angolo via Andrea Doria, conservando lo studio in via Napione 5. Con loro vive anche l'anziano padre di Giacomo, rimasto vedovo, che verrà ritratto nel 1887 (Mio padre, 1887, olio su tela, 127x80 cm - Torino, Pinacoteca dell'Accademia Albertina, inv. 419).
Nel 1886 il pittore sposta lo studio in via Sant'Anselmo 24 e compie il primo dei suoi viaggi a Parigi (dal 1886 al 1914 vi ritornerà quasi ogni anno, sovente spingendosi fino a Londra, talvolta a Bruxelles e nei Paesi Bassi). Qui conosce Alberto Pasini e ha l'occasione di studiare con interesse i pittori più amati e discussi di quegli anni, da Degas a Monet e Léon Bonnat, e ammirare con entusiasmo le opere di Bastien-Lepage. Visita i musei, il Salon e l'esposizione postuma di Giuseppe De Nittis nella galleria del negoziante d'arte Bernheime June, in rue Laffitte 8.
A novembre nasce la secondogenita Cristina Giovanna Ernesta (la primogenita, Maria, era morta prematuramente nel 1885 prima di compiere i sei mesi di età) che sposerà nel 1920 il direttore d'orchestra Enrico Contessa.
Tra il 1887 e il 1888 esegue il dipinto La Vergine in trono e i sei santi per la facciata del santuario di Belmonte.

Nel luglio 1889 nasce il figlio Guglielmo Ernesto. 

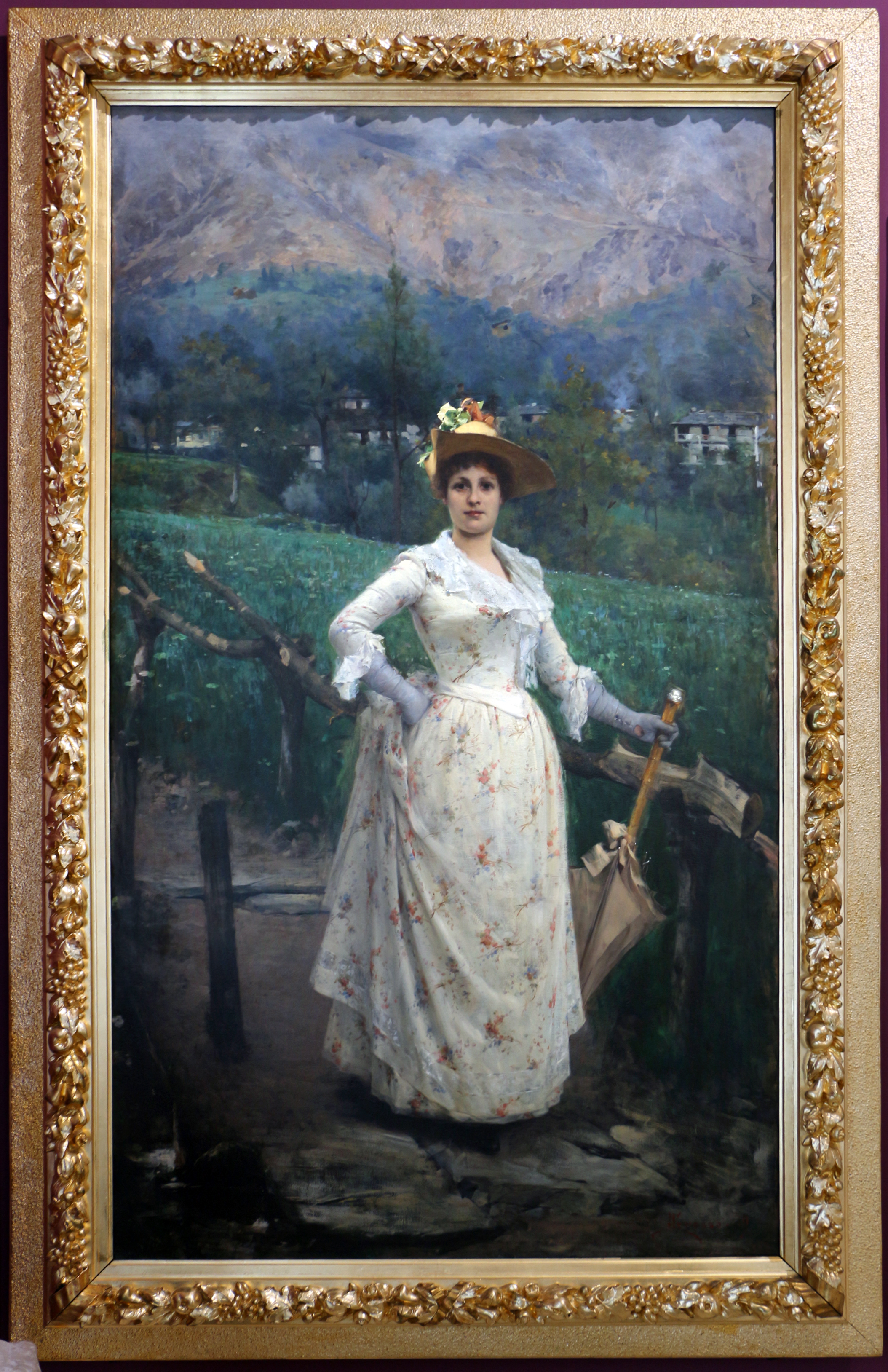
Giacomo Grosso, Signora in aperta campagna (La signora Carola Reduzzi o Ritratto di Carola Reduzzi o Ritratto della signora C.R.), 1889, olio su tela, 270x150 cm - Roma, Galleria Nazionale d'Arte Moderna e Contemporanea, inv. 142

### L'insegnamento

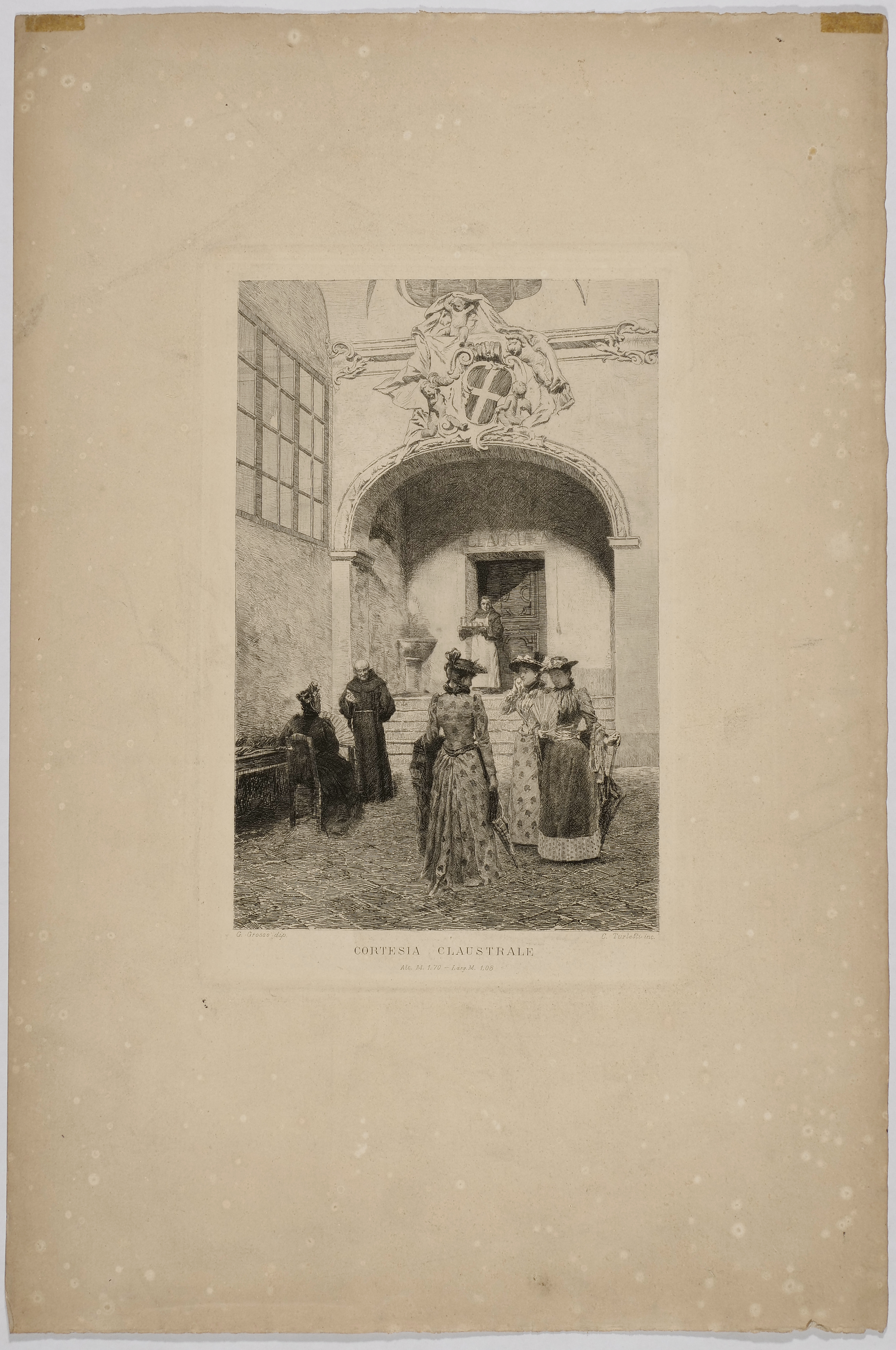
Acquaforte di Celestino Turletti dal dipinto di Giacomo Grosso Cortesia claustrale, 1891 (Album della Promotrice di Torino, 1891)

L'8 gennaio 1889 muore Andrea Gastaldi e rimane scoperta la cattedra di Pittura. Sotto la presidenza del conte Ernesto Balbo Bertone di Sambuy all'Accademia Albertina (1886-1898) viene indetto un bando di concorso per eleggere il nuovo professore. I concorrenti sono nove: Paolo Gaidano, il ventinovenne Giacomo Grosso, Cesare Tallone, Demetrio Cosola, Raffaele Faccioli, Mosè Bianchi, Lorenzo Delleani, Pier Celestino Gilardi e Scipione Vannutelli. La scelta finale ricade su Pier Celestino Gilardi, titolare della cattedra di Disegno di Figura. Il posto vacante lasciato da Gilardi viene così assegnato a Giacomo Grosso che entra ufficialmente, dal 1º ottobre 1889, a far parte del corpo docenti dell'Accademia Albertina. Nel frattempo il grande ritratto en plein air, Signora in aperta campagna, ideato per essere esposto al Salon parigino, che raffigura l'amica Carola Reduzzi a figura intera, in vesti da villeggiante, in posa sullo sfondo di un paesaggio montano, è presentato alla 48ª Promotrice di Torino. La tela verrà acquistata dal Ministero della Pubblica Istruzione per la Galleria Nazionale d'Arte Moderna di Roma.
Il Maestro è impegnato nello svecchiare l'insegnamento della propria scuola e dotarla di un idoneo corredo didattico: non solo più gessi di statue greche, a modello, ma anche di opere rinascimentali e le vecchie stampe da copiare sostituite da una più viva comprensione del vero e dall'esercizio sugli oggetti della quotidianità.
Durante le festività natalizie del 1889 la famiglia Grosso si trasferisce in un appartamento più grande in piazza Vittorio Emanuele 21 (oggi piazza Vittorio Veneto).

### Lo scandalo veneziano (1895)

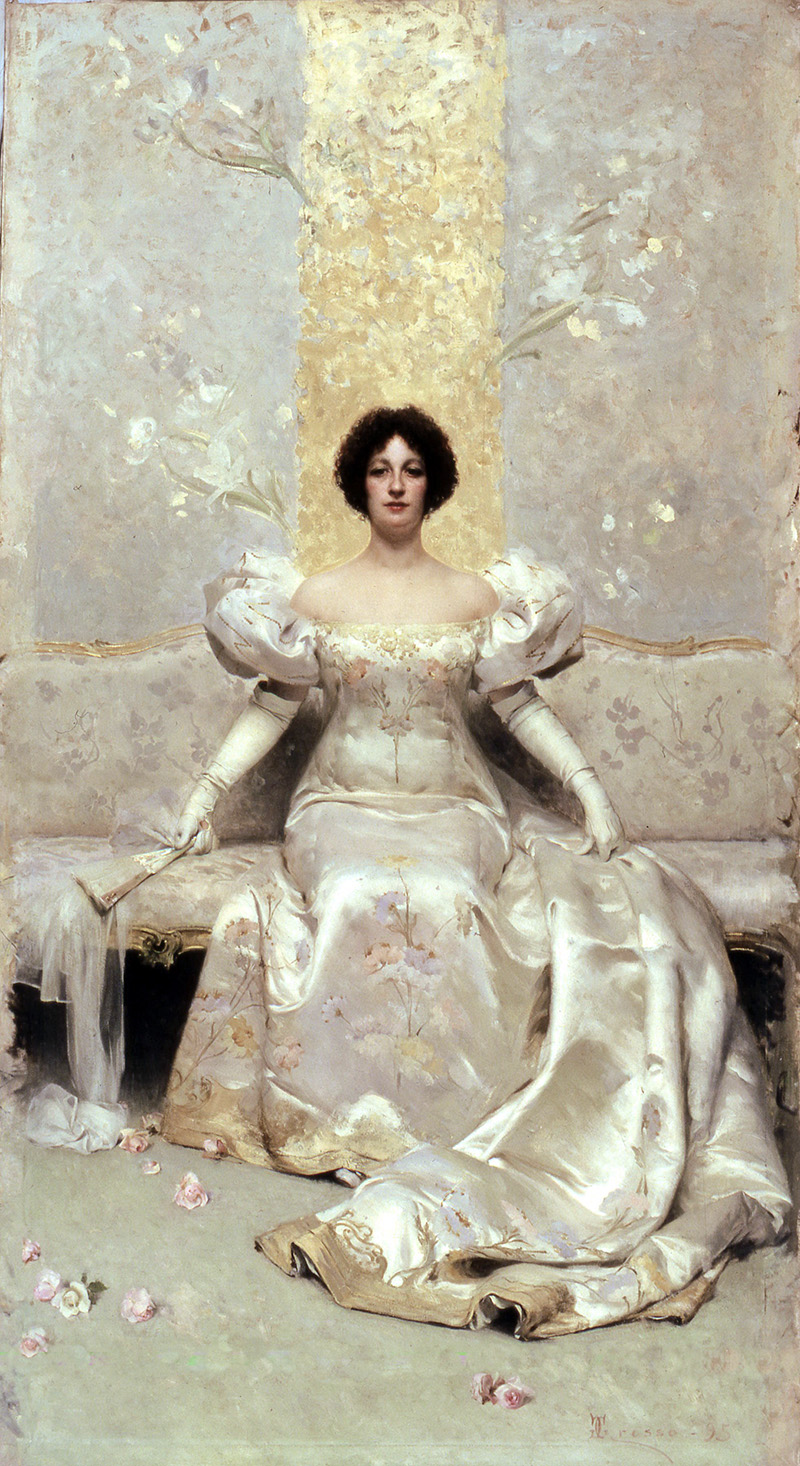
Giacomo Grosso, La femme, 1895, olio su tela, 295x160 cm - Asti, Museo Civico di Palazzo Mazzetti

Nel 1895 Giacomo Grosso partecipa alla I Esposizione internazionale d'arte di Venezia (22 aprile al 22 ottobre 1895) con due grandi tele: La femme, ora appartenente alle collezioni del Palazzo Mazzetti di Asti, e Il supremo convegno, andato distrutto in un incendio nel 1900.

"Capolavoro di virtuosismo pittorico e di sapienza tecnica" il dipinto La femme "raffigura una giovane donna seduta su un divano settecentesco foderato di una stoffa grigia a fiorami, vestita di un magnifico abito di raso - vero protagonista della scena - che abbaglia di riflessi luminosi bianchi, grigi e azzurrini quasi annullandone la fisionomia. [...] La posa rigida e frontale sembra infatti iconizzare la donna, quasi fosse una moderna e laica protagonista di una pala d'altare (secondo la giusta indicazione posta anni fa Rossana Bossaglia), tutto sommato privandola così di un'indagine psicologica. Il risultato è dunque un magico dipinto di superficie, ormai inserito nell'ampia e composta cultura in Italia denominata Liberty".

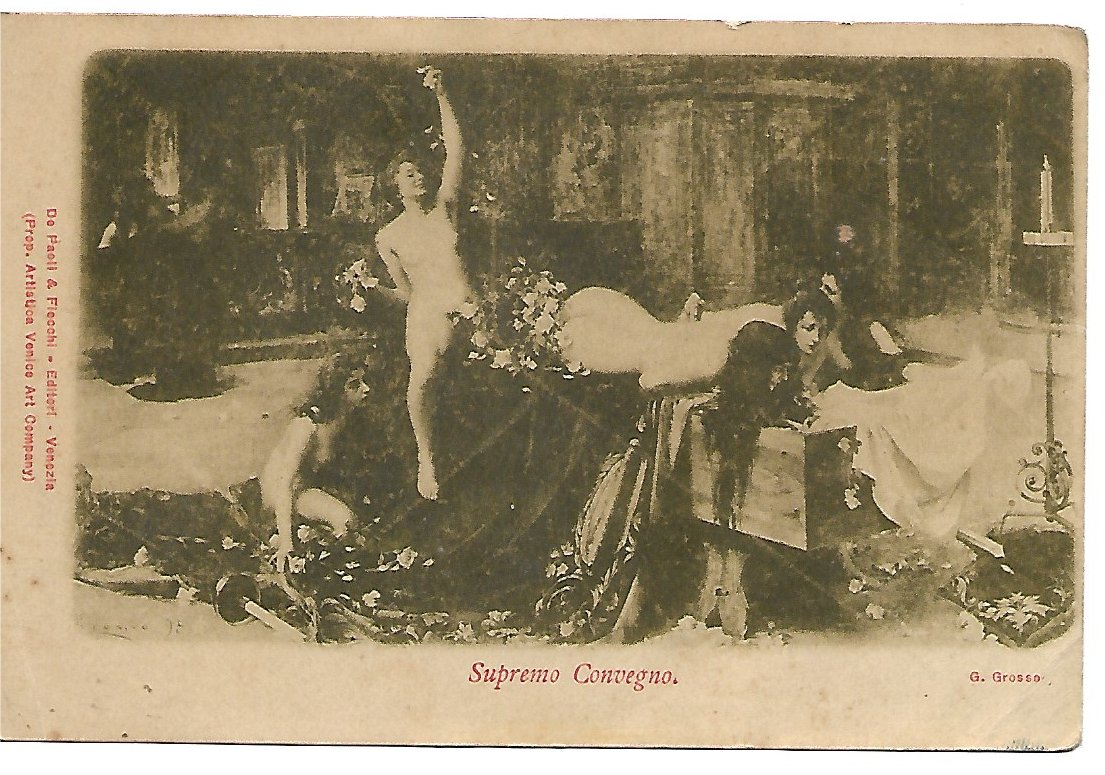
Cartolina raffigurante il dipinto di Giacomo Grosso Il supremo convegno, 1895 (distrutto durante un incendio a New York il 17 dicembre 1900). Sulla sinistra si legge "Propr. Artistica Venice Art Company"

Il secondo dipinto, Il supremo convegno, è quello che crea più scandalo e afferma la popolarità del Maestro. Uno scandalo di tali dimensioni che la prima edizione della Biennale sarà ricordata come la "Biennale dell'affare Grosso" o "dello scandalo Grosso". Un'anteprima del soggetto, e delle intenzioni dell'artista, si trova già in un articolo uscito su "La Stampa" del 21 aprile 1894 e che racconta la visita della Duchessa d'Aosta allo studio di Grosso: "Della composizione (5 metri di lunghezza per 5,50 di altezza) presso i cultori e gli appassionati delle cose d'arte è già trapelato qualche cosa; e parecchi l'hanno veduta in formazione. Il lavoro era bene innanzi, sebbene non sia compiuto; e già lo si può ammirare. Alcuni lo hanno battezzato Il sogno di un Don Giovanni; il pittore lo intitola: I sogni della morte. Ma il titolo non è questione importante. Piuttosto ci si ferma sull'idea donde il quadro è uscito fuori. Se il tema – un Don Giovanni dopo morto – di antico e ha ispirato molti altri artisti e poeti e pittori e scultori, l'idea è nuova e bizzarra. Nel fondo scuro della chiesa giace la bara ricoperta di un ricchissimo drappeggiamento di velluto nero ornato d'oro e sovra ghirlande di fiori. È il regno della morte... Ebbene, intorno e sopra quella bara irrompe, come in una strana orgia, la vita, la vita della carne palpitante e bella. Alcune donne bellissime nudità si sono gettate sovra la bara, ne hanno scoperchiato una parte e, strappato il lenzuolo, hanno messo a nudo la faccia gelida del morto. Una di esse sta a cavallo della bara: ha strappato quelle povere ghirlande e ne agita in alto lo sparso fogliame alzando il volto illuminato da un sorriso d'inesprimibile gioia; due altre sono sdraiate per lungo sulla bara, con movenza di grazia e insieme di procacità indescrivibili; queste guardano dentro alla bara con un senso che è di curiosità, di raccapriccio e di piacere acro insieme; ad una i capelli nerissimi spiovono giù per la testa incorniciando una faccia nera pallida dallo sbattimento della luce riflessa dal lenzuolo del morto. Un'altra donna tien alto il lenzuolo, un'altra sta appiattata dentro la bara... Tutte insieme quelle donne formano un coro pieno di vita, che è bizzarro e filosofico contrasto con la morte presente. È il passato di quell'uomo che ha molto... amato, il quale lo perseguita. È la vita che resta o che continua? È l'eternità della materia che non ha posa nella sua trasformazione? È un sogno veramente della morte? Chi lo sa? È tutto quello che volete, a seconda della vostra filosofia. Certo la composizione è nuova, ardita, forte. Certo da quel bizzarro contrasto fra la glaciale pallidezza del morto e il fiotto di vita sanguigna che scorre in quelle giovani carni, il pittore ha saputo cavare una composizione che commuove senza fare inorridire, e ha in sé quel quid indefinibile per cui un'opera d'arte può riuscire supremamente simpatica, anche se presenta un triste spettacolo. L'artista ha qui voluto fare quella che chiameremmo l'allegoria del fatto psicologico. Giacomo Grosso sta compiendo un lavoro che gli farà molto onore non solo come disegno e colore – che sono meravigliosi – ma anche come composizione. Si faranno molte discussioni sul genere, ma tutti si accorderanno nel riconoscere che si tratta di un lavoro potente." Sappiamo poi da un altro articolo de "La Stampa" che questa tela il pittore l'"aveva concepita ed incorniciata tre anni fa [1892-1893], e che lasciò quindi per qualche tempo in disparte per lavorare attorno ad altri quadri".

#### IlSupremo Convegnodistrutto dal fuoco
Il dipinto arriva a Venezia il 10 aprile e molti lo vedono. Il Patriarca di Venezia, Giuseppe Melchiorre Sarto, il futuro Pio X (1903-1914), vorrebbe far rimuovere il quadro dall'allestimento ma la gran folla accorsa per ammirarlo frena questa decisione e si opta per spostare Il supremo convegno in una saletta più piccola. Interessante quello che succede in seguito: la tela viene acquistata dalla "Società Venice Art & Co." per conto di un grande negoziante di Chicago per la somma di 15.000 lire, con l'intenzione di esporre oltreoceano. Imbarcata sul transatlantico Mafalda di Savoia giunge negli Stati Uniti come testimoniato da un articolo del "The New York Times" del 13 ottobre 1900. Il 17 dicembre 1900, durante l'esposizione, un incendio colpisce il fabbricato distruggendo il dipinto. Maggiori dettagli li forniscono le pagine del "Corriere della Sera" che riporta la notizia dal "Progresso italo-americano" del 18 dicembre 1900: "Dolorosissima riuscirà la notizia a quanti han visto e apprezzato il capolavoro di Giacomo Grosso, che tanto scalpore e tanto entusiasmo suscitò fin dal giorno in cui l'artista geniale ne mostrava il bozzetto a pochi amici nel suo studietto privato. Accolto dall'ammirazione generale alla prima Esposizione biennale di Venezia nel 1895 e premiato nella votazione popolare, il "Supremo convegno" veniva subito acquistato a caro prezzo da un milionario. Da due mesi era esposto a New York, al N. 1132 Broadway, e in men che non si dica tutta la New York elegante e colta vi si era recata in pellegrinaggio. L'edificio è un vecchio fabbricato a quattro piani, di proprietà di Dean Howard. Si trova qualche blocco più in giù del vecchio ristorante Delmonico e va da Broadway alla Quinta Avenue. Vi sono soltanto tre inquilini: Mendelssohn, John Whitaker e Crary. Crary aveva affittato un mese fa il pianterreno e, arredatolo splendidamente con pompose portiere di velluto, vi teneva esposto il dipinto. Il biglietto d'ingresso costava dieci centesimi di dollaro (50 centesimi). Il medesimo Crary teneva al suo servizio una mezza dozzina d'inservienti: ieri mattina (17), quando scoppiò l'incendio, non ve n'erano che due [...]. Il fuoco si appicciò ad una cortina. [...]. Il fabbricato è stato danneggiato per dollari 10,000 (50,000 lire), e il quadro, il famoso quadro, stimato dal Crary a dollari 15,000 è ridotto a poca cenere". 

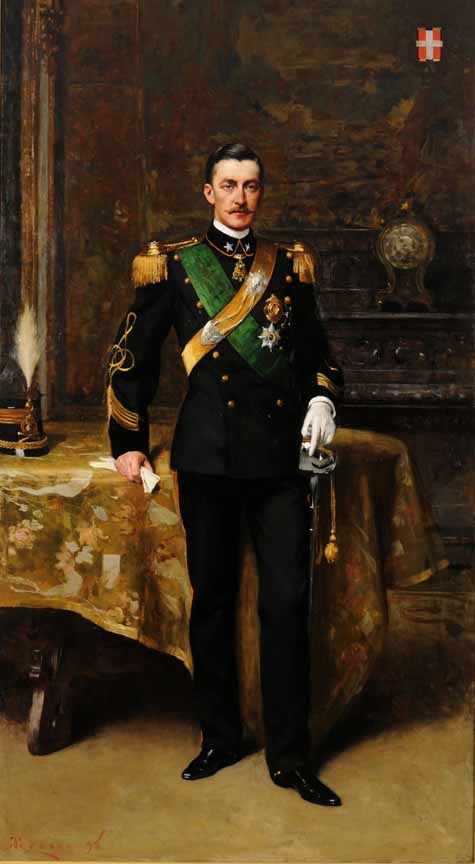
Giacomo Grosso, Ritratto del duca d'Aosta Emanuele Filiberto, 1898, olio su tela, 250x137 cm - Venaria Reale, Castello della Mandria, Appartamenti Reali, inv. 0202

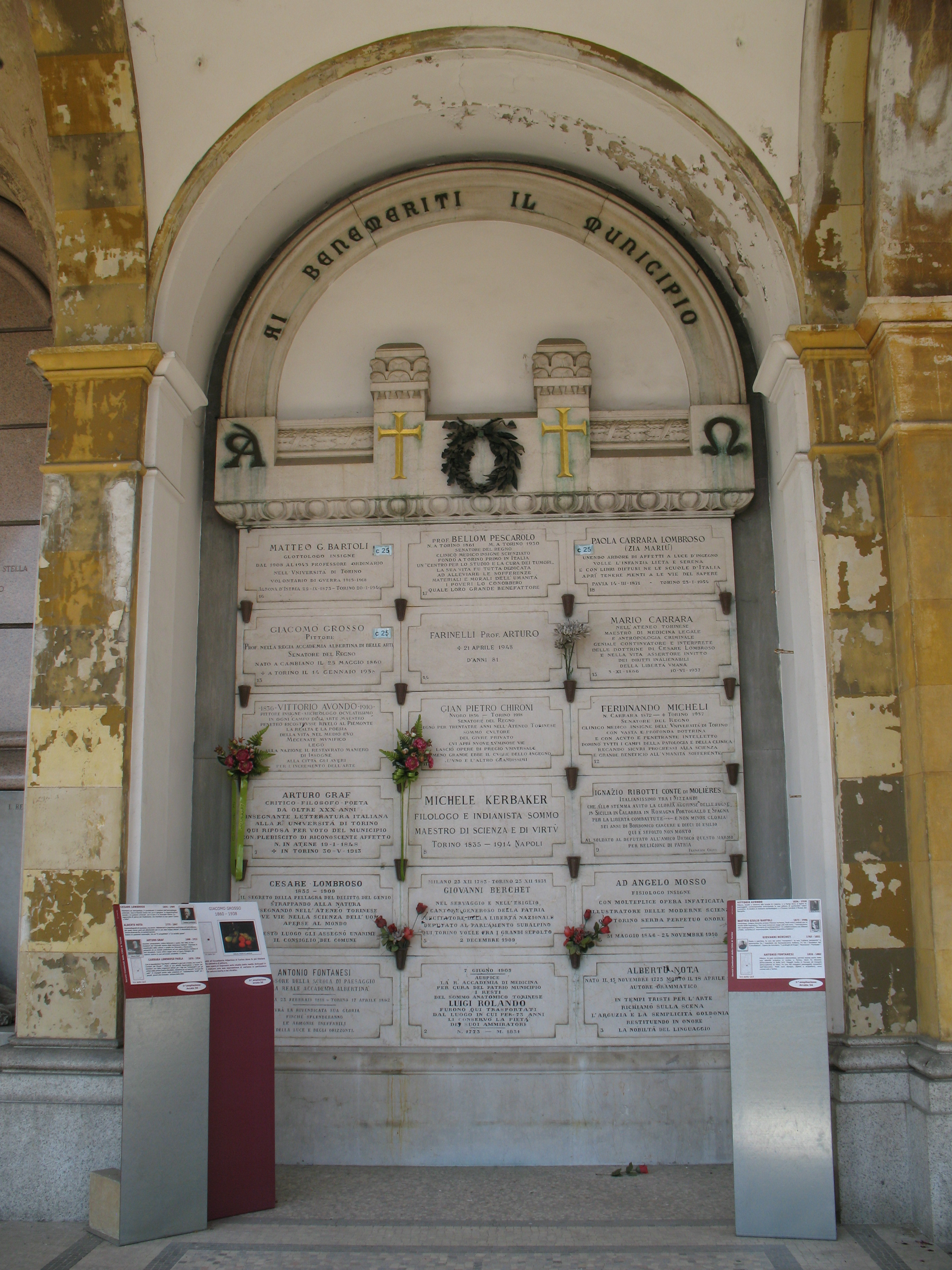
Tomba di Giacomo Grosso nel Famedio dei Benemeriti del Municipio (3ª ampliazione, arcata 56) del Cimitero Monumentale di Torino

La sua tecnica accademica e il suo conservatorismo stilistico gli garantirono un grande successo presso la clientela aristocratica e dell'alta borghesia e gli fecero ottenere numerosi premi e riconoscimenti.
Espose in tutta Europa, frequentò spesso Parigi e nel 1908 fu a Buenos Aires con l'allievo Carlo Gaudina per realizzare un ciclo di decorazioni. Una sua mostra personale con oltre cinquanta opere fu presentata da Leonardo Bistolfi alla Galleria Pesaro di Milano nel 1926.
Eseguì ritratti di personaggi della famiglia reale, di Benedetto XV, di Giovanni Agnelli, di Toscanini e di Puccini e indulse spesso a soggetti di nudi di un erotismo di dubbio gusto, così da essere accusato di immoralità.
Anche la Nuda, dipinta l'anno dopo, conferma il gusto della sua ispirazione pompier e la sua chiusura provinciale alla moderna pittura che si affermava in Europa: del resto, il Grosso amava dire di essere «solo un pittore», definendo ironicamente «artisti» quei suoi colleghi che rifiutavano l'estenuata tradizione accademica.
Fu nominato senatore del Regno il 2 marzo 1929.
È sepolto nel Cimitero monumentale di Torino.
Ebbe come allievi Augusto Ferrari, Romolo Bernardi, Cesare Saccaggi e Giovanni Rava.

## Opere
- Abele colpito a morte, 1881, olio su tela, 75,5x130 cm - Collezione privata  (riprodotto in Giacomo Grosso. Il pittore a Torino fra Ottocento e Novecento, catalogo della mostra [Torino, Promotrice delle Belle Arti Parco del Valentino, 22 novembre 1990 - 17 febbraio 1991], a cura di G.L. Marini, Fabbri Editori, Milano 1990, pp. 30–31, scheda n. 1 p. 99)
- Amusant, 1881, olio su tela, 88x60 cm - Collezione privata (riprodotto in Giacomo Grosso. Una stagione tra pittura e Accademia, a cura di A. Mistrangelo, catalogo della mostra [Torino, Museo di Arti Decorative Accorsi-Ometto - Torino, Pinacoteca dell'Accademia Albertina di Belle Arti - Cambiano, Comune, 28 settembre 2017 - 7 gennaio 2018; Torino, Palazzo Madama Museo Civico d'Arte Antica, 28 settembre - 23 ottobre 2017], Silvana Editoriale, Cinisello Balsamo (MI), 2017, p. 93 fig. 57)
- Il pittore Bartolomeo Ardy, 1883, olio su tela, 60x50 cm - Collezione privata (riprodotto in Giacomo Grosso. Il pittore a Torino fra Ottocento e Novecento, catalogo della mostra [Torino, Promotrice delle Belle Arti Parco del Valentino, 22 novembre 1990 - 17 febbraio 1991], a cura di G.L. Marini, Fabbri Editori, Milano 1990, p. 34, scheda n. 4 p. 100)
- La cella delle pazze, 1884, olio su tela, 470x310 cm - Torino, GAM Galleria Civica d'Arte Moderna e Contemporanea, inv. P/439
- Ritratto di Elena d'Orléans, duchessa d'Aosta

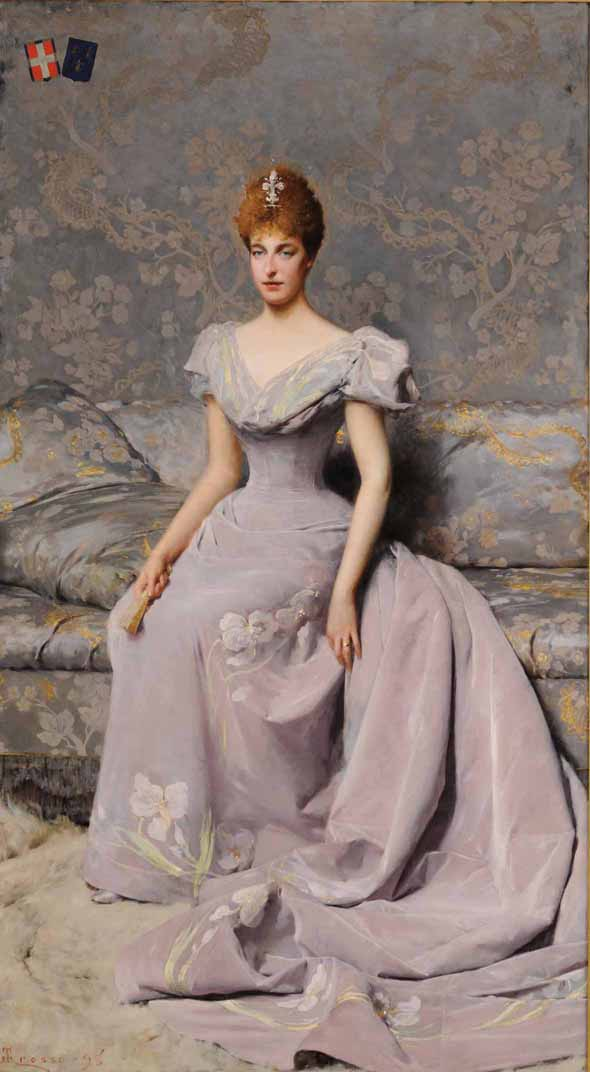
Ritratto di Elena d'Orléans, duchessa d'Aosta
Giacomo Grosso, 30 novembre 1899

Giacomo Grosso, 30 novembre 1899Ritratto della fidanzata a quattordici anni, 1884, olio su tela, 28,5x24,2 cm - Torino, Pinacoteca dell'Accademia Albertina, inv. 417
- ll volto della madre, olio su tela, 63,5x50,5 cm - Torino, Pinacoteca dell'Accademia Albertina, inv. 428
- Autoritratto giovanile, 1894, acquarello su cartoncino, 46,8x35,8 cm - Cambiano, Palazzo Comunale
- Supremo convegno, 1895, distrutta 1900Ritratto di Cesare Saccaggi dipinto dal Maestro ed amico Giacomo Grosso

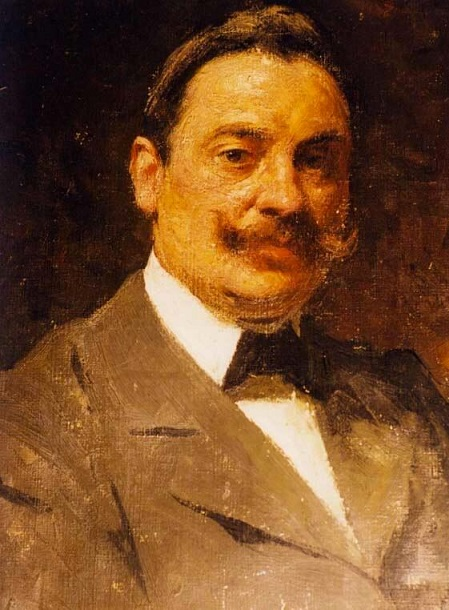
Ritratto di Cesare Saccaggi dipinto dal Maestro ed amico Giacomo Grosso

- La Femme, 1895; Asti, Museo Civico di Palazzo Mazzetti
- L'attrice Virginia Reyter (Ritratto dell'attrice Virginia Reiter), 1896, olio su tela, 171,5x240 cm - Torino, GAM Galleria Civica d'Arte Moderna e Contemporanea, inv. P/490
- La Nuda (Nuda), 1896, olio su tela, 205x104,9 cm - Torino, GAM Galleria Civica d'Arte Moderna e Contemporanea, inv. P/1148
- La signora Olimpia Oytana Barucchi (La signora Erminia Sacco-Oytana), 1896, olio su tela, 139,5x198,5 cm - Torino, GAM Galleria Civica d'Arte Moderna e Contemporanea, inv. P/1009
- Nudo femminile, 1898 (Museu Condes de Castro Guimarães, Cascais - Portogallo)
- Ritratto di Giuseppe Verdi, 1902, olio su tela, 88,5x58,5 cm - Cambiano, Collezione Banda "La Giovine, Cambiano, Palazzo Comunale
- Ritratto di Lorenzo Delleani, 1907, olio su cartone, 36,8x51,8 cm - Torino, GAM Galleria Civica d'Arte Moderna e Contemporanea, inv. P/941
- Nudo di donna (La nuda), olio su tela, 200x69 cm - Torino, Pinacoteca dell'Accademia Albertina
- Ritratto di Arturo Toscanini, 1911, Collezione privata
- Ritratto di Cesare Saccaggi, Milano, Collezione privata
- Allo specchio, 1914, Galleria d'arte moderna Ricci Oddi, Piacenza
- Ritratto di signora (La signora Gallo o Ritratto della signora Clotilde Gallo), 1920, olio su tela, 80x199,5 cm - Torino, GAM Galleria Civica d'Arte Moderna e Contemporanea, inv. P/980
- Ritratto di Cesare Sarfatti, 1926, Fondazione Cariplo

## Onorificenze

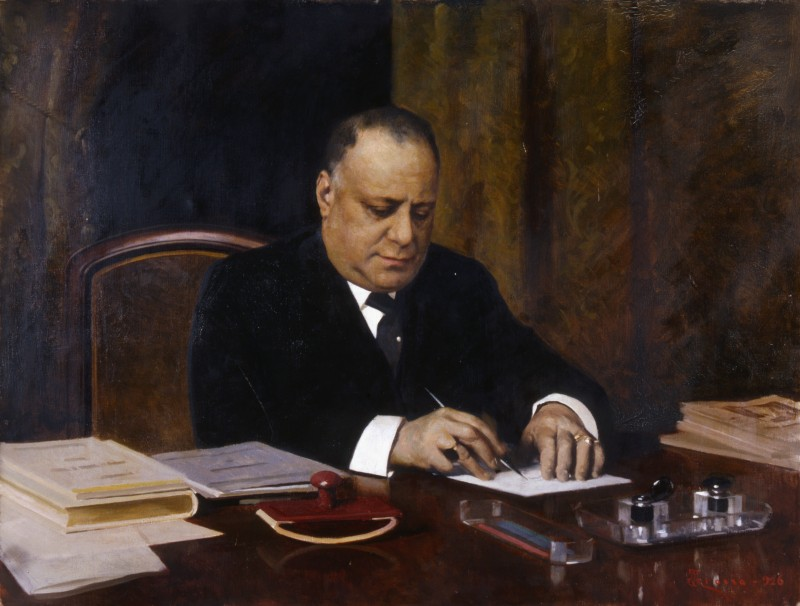
Ritratto dell'onorevole avvocato Cesare Sarfatti, (1926), Collezioni d'arte della Fondazione Cariplo

## Galleria d'immagini

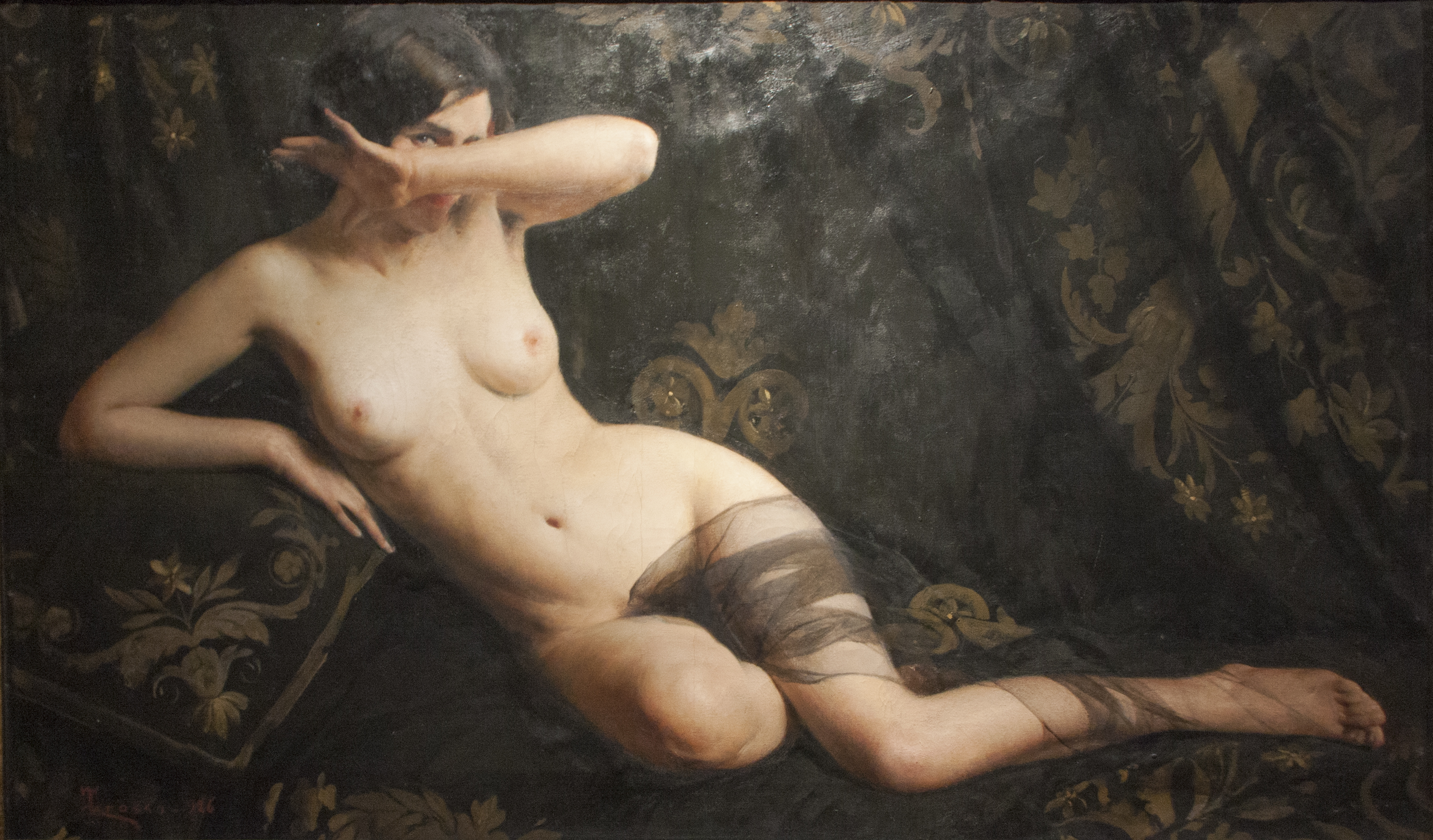
Sorpresa
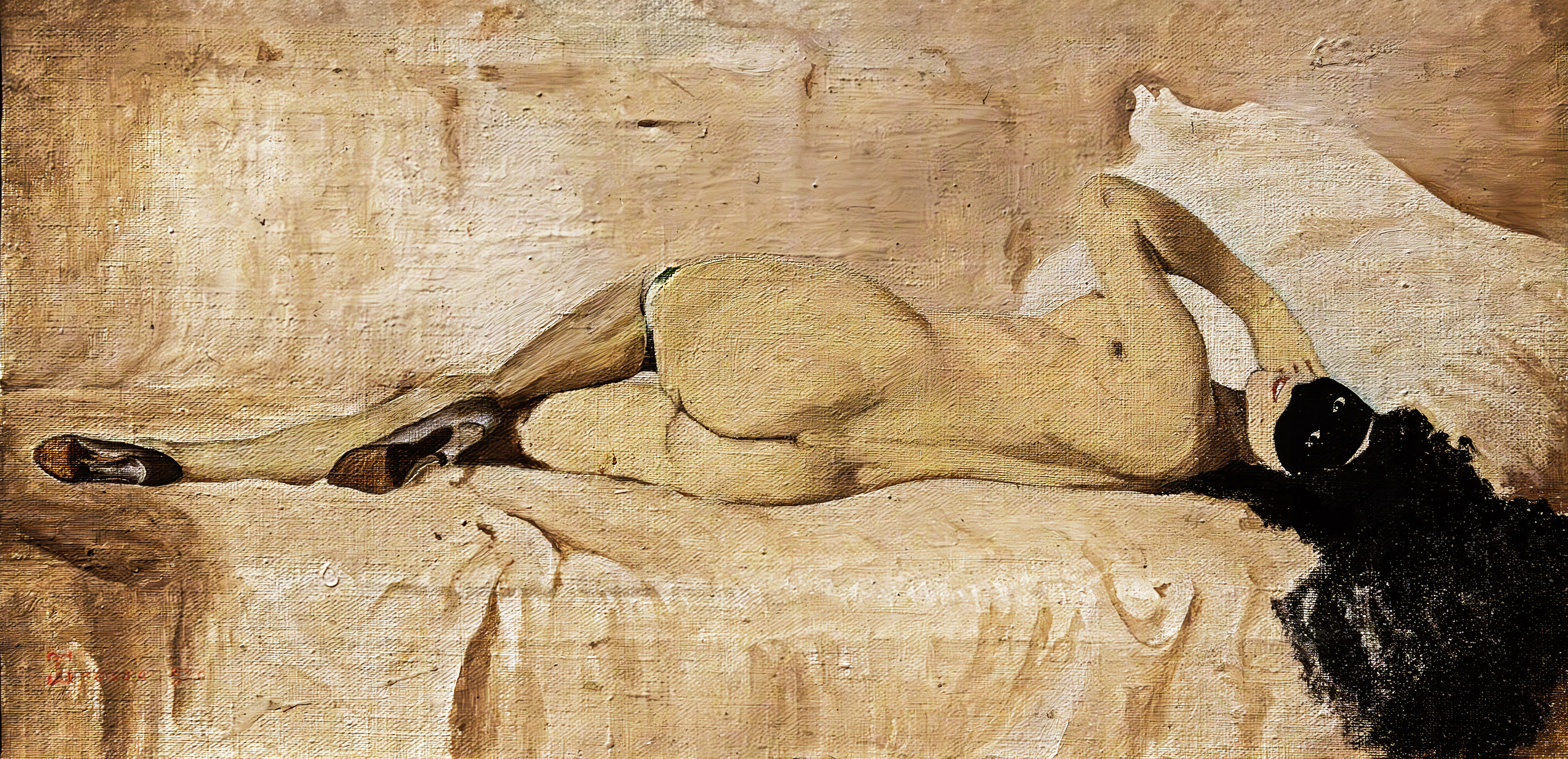
Nudo in maschera
Rêve d'or, 1907, Ca' Pesaro
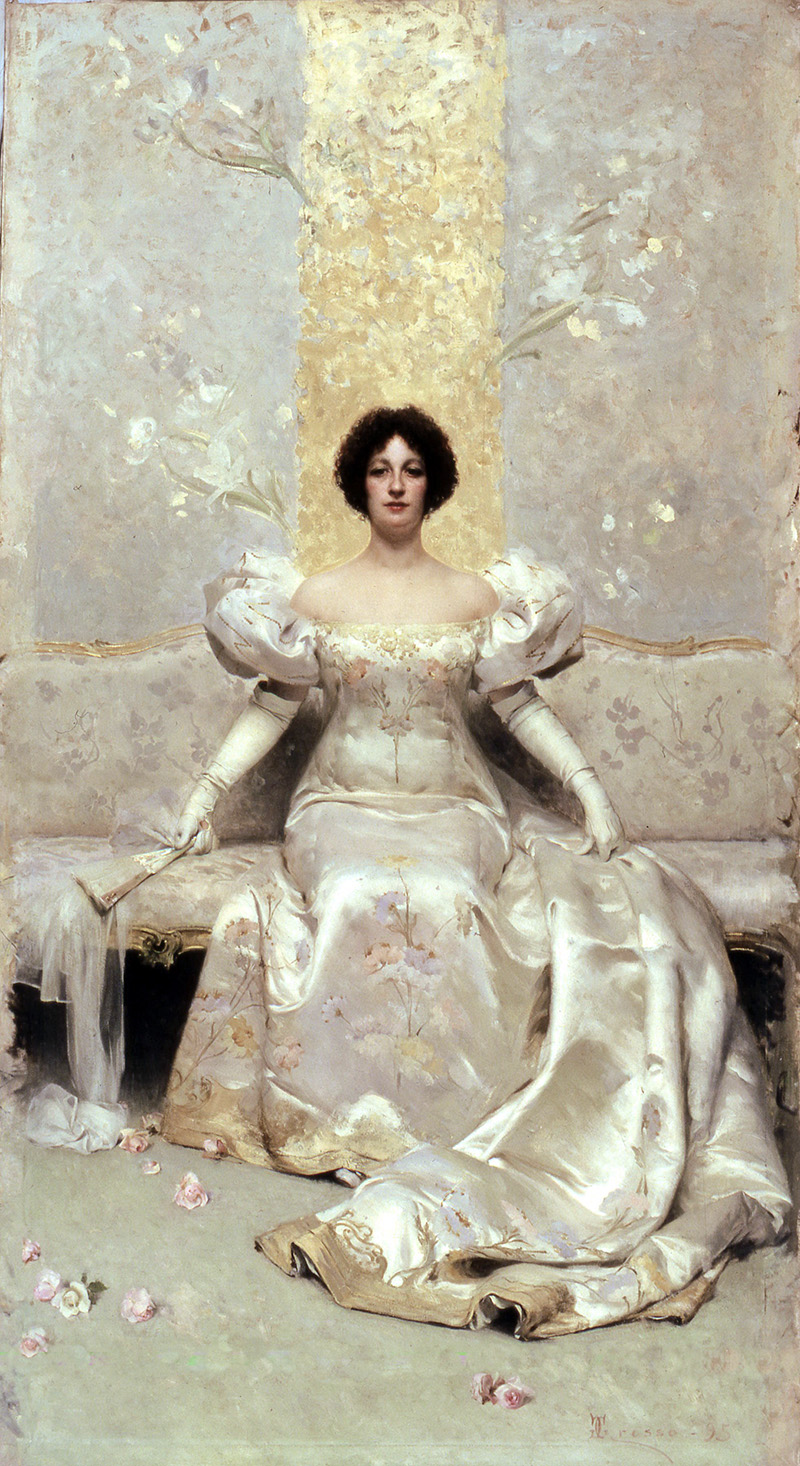
La donna
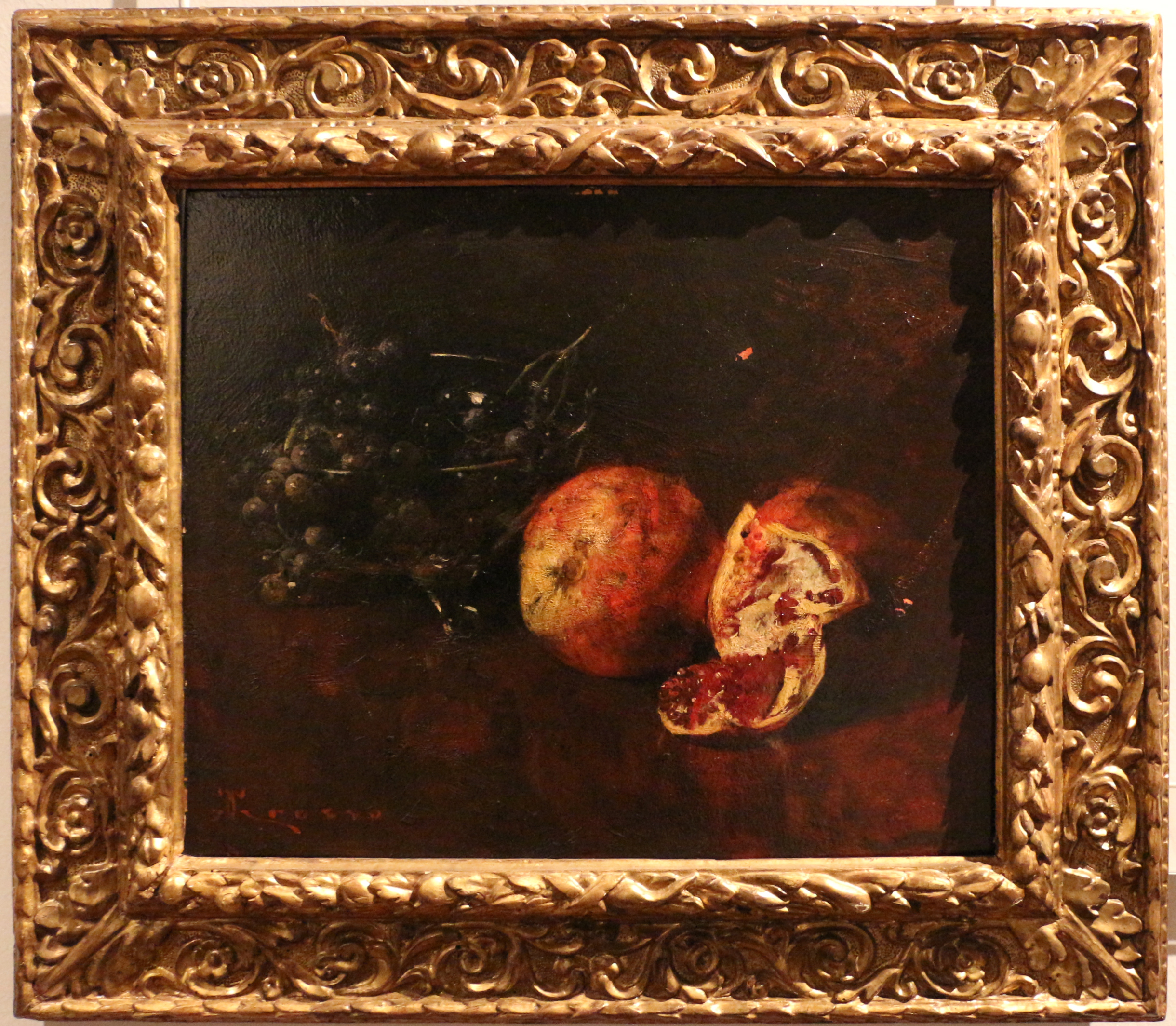
Uva e melograni
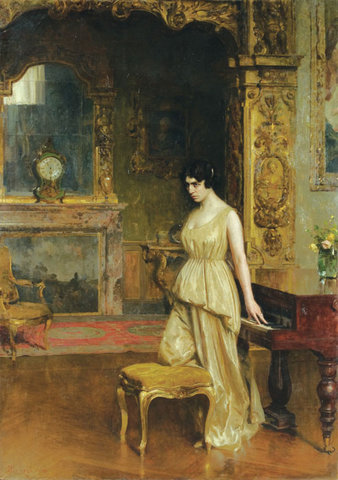
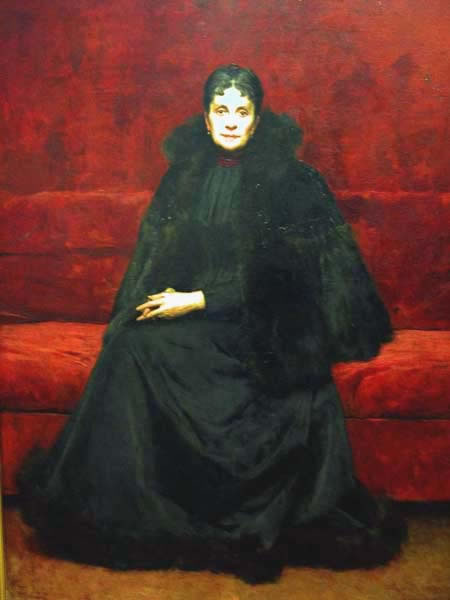
La signora Olympia Oytana Barucchi
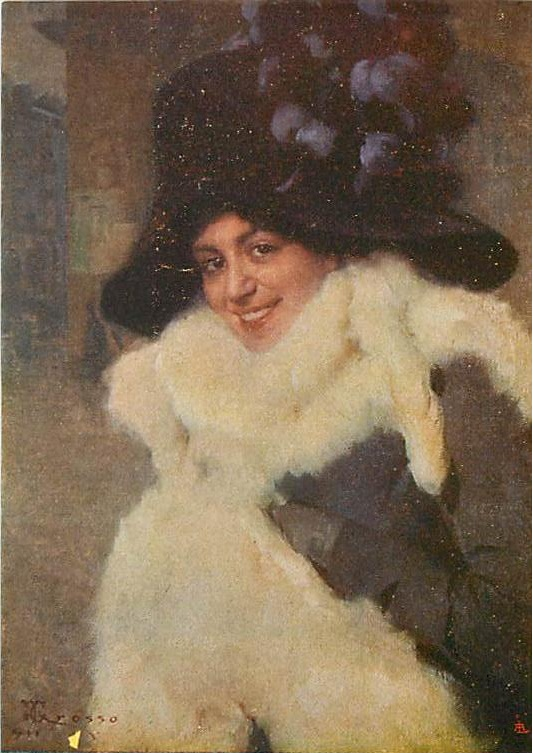
Sorriso
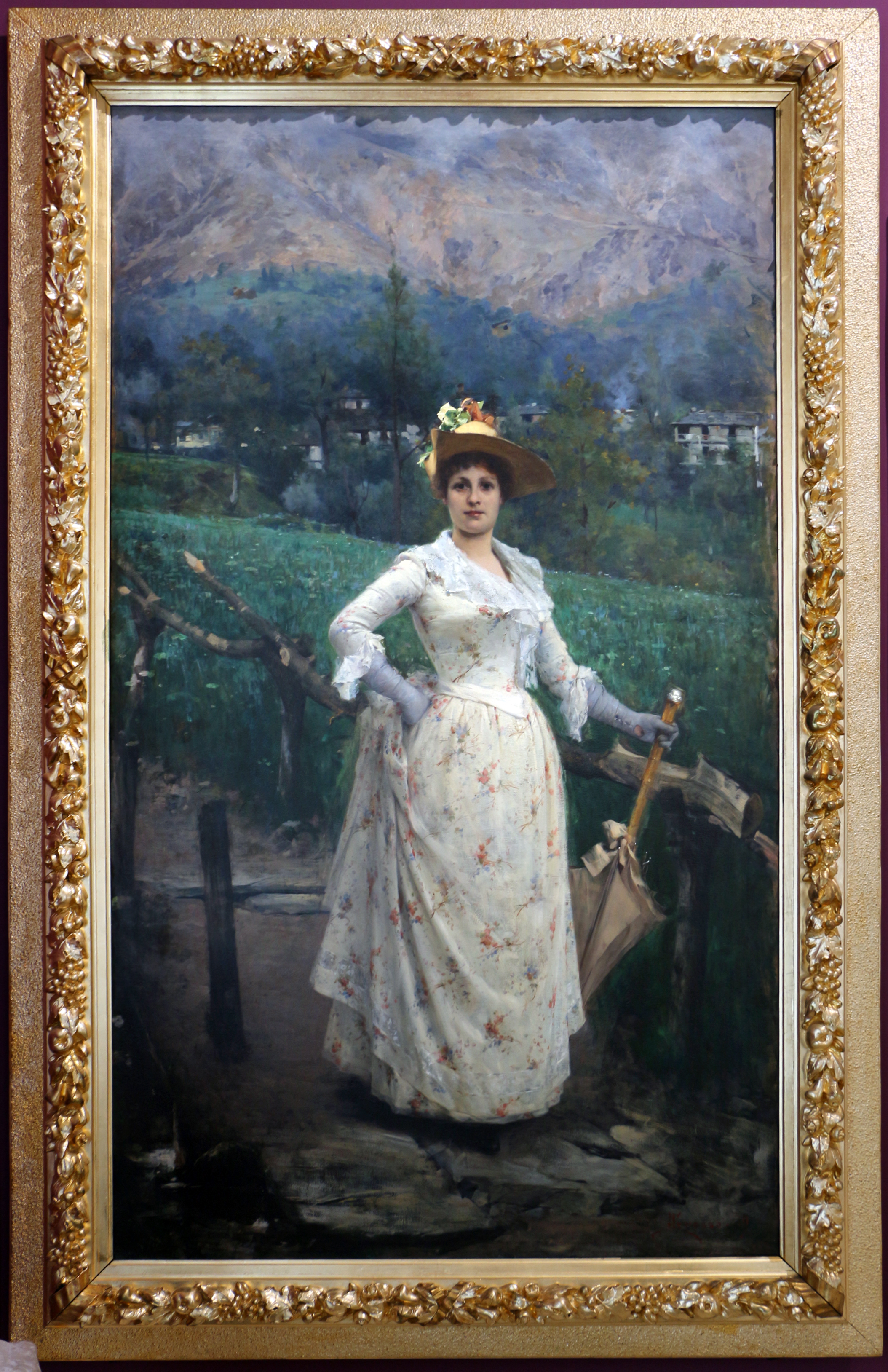
Signora in aperta campagna
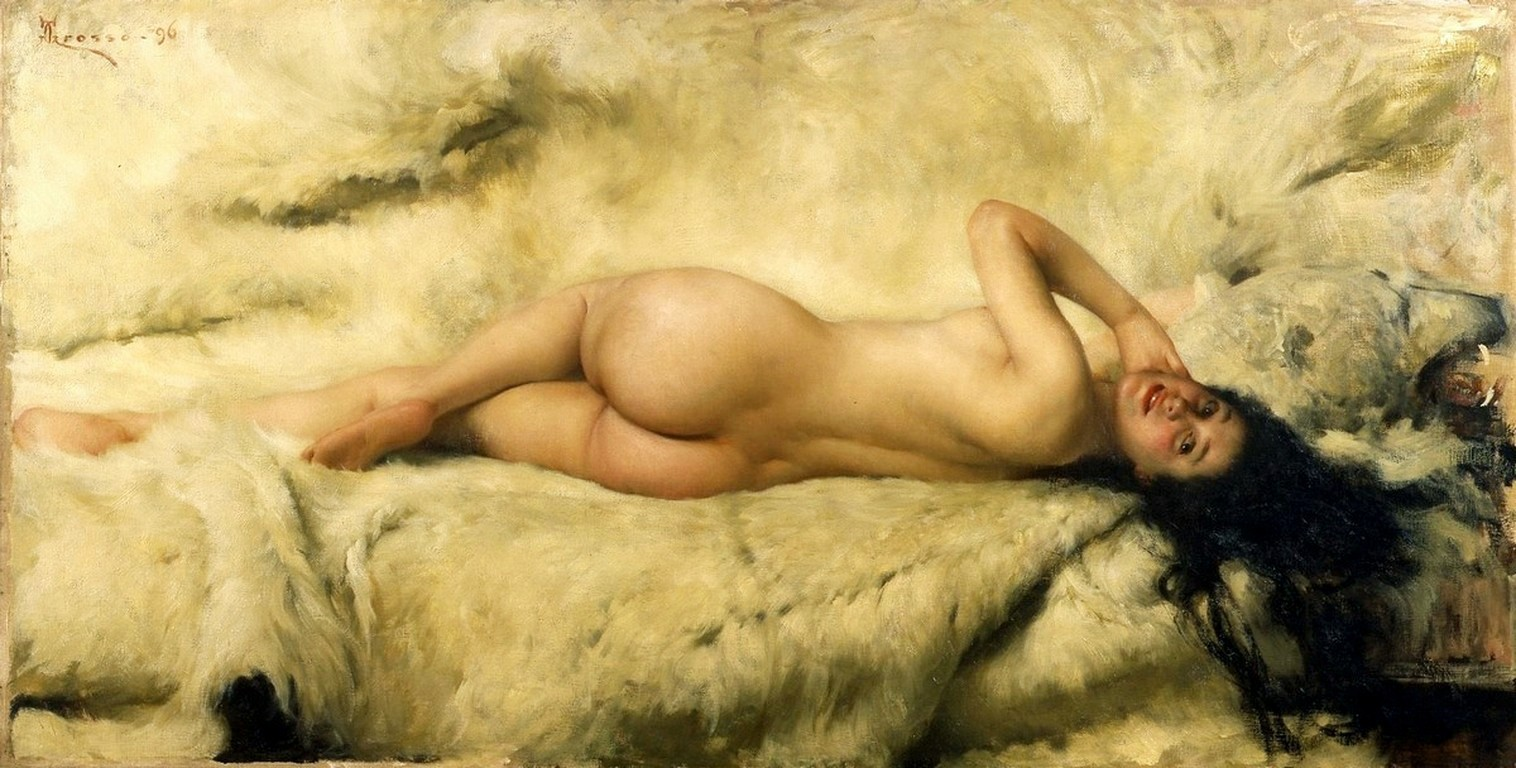
La nuda, (1896), Galleria civica d'arte moderna e contemporanea di Torino
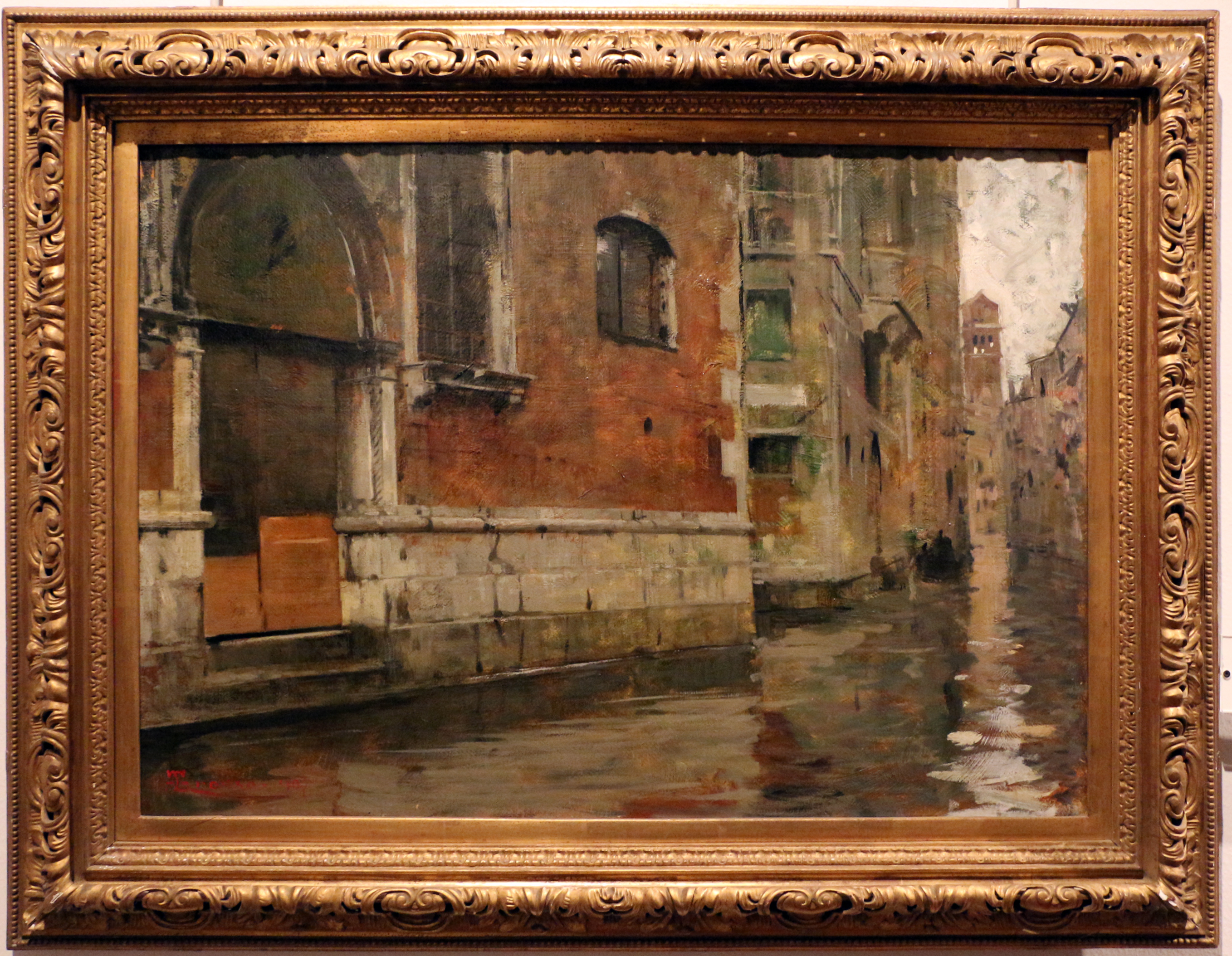
Venezia
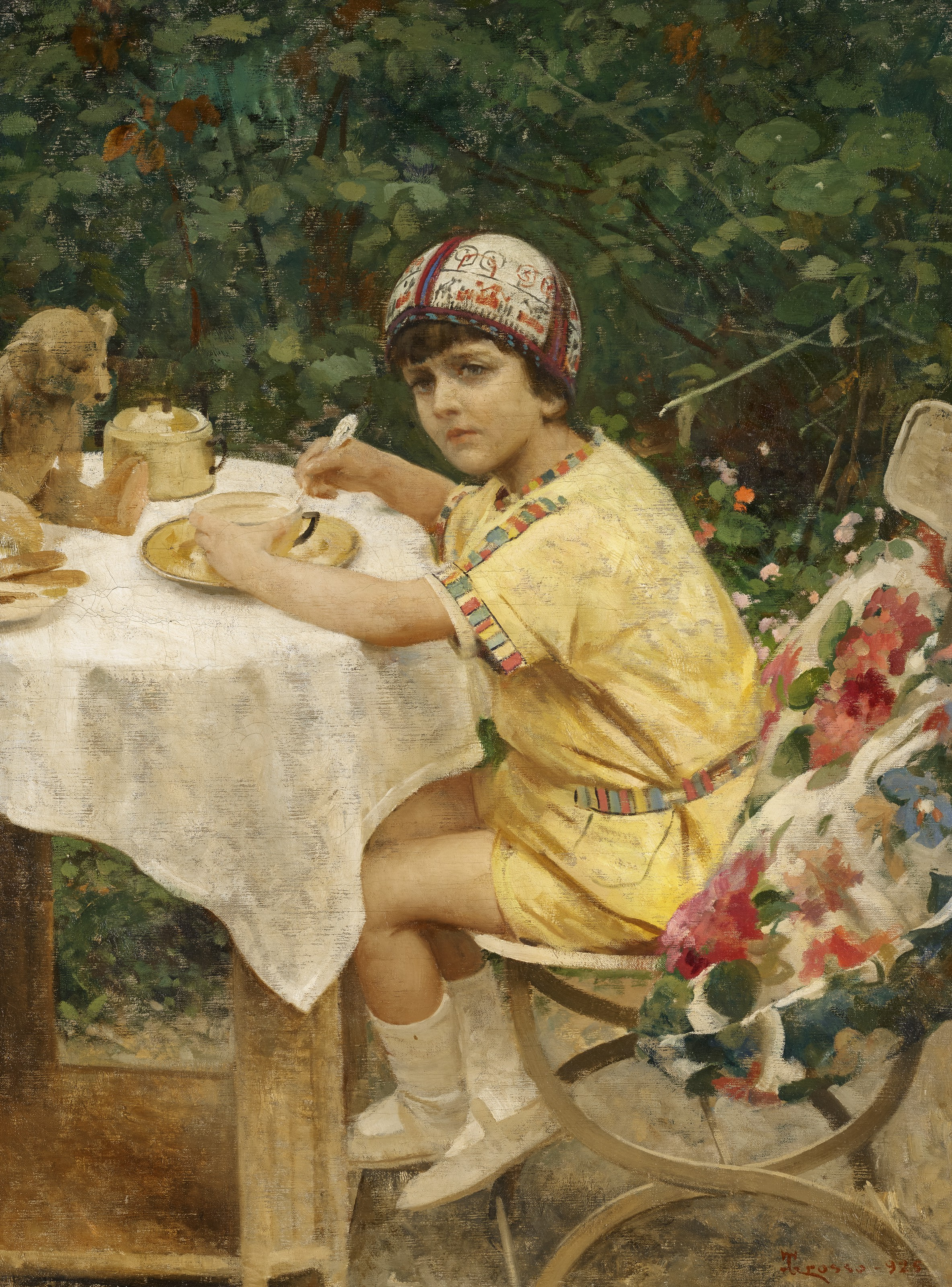
Colazione all'aria aperta il nipote Giacomino in giardino
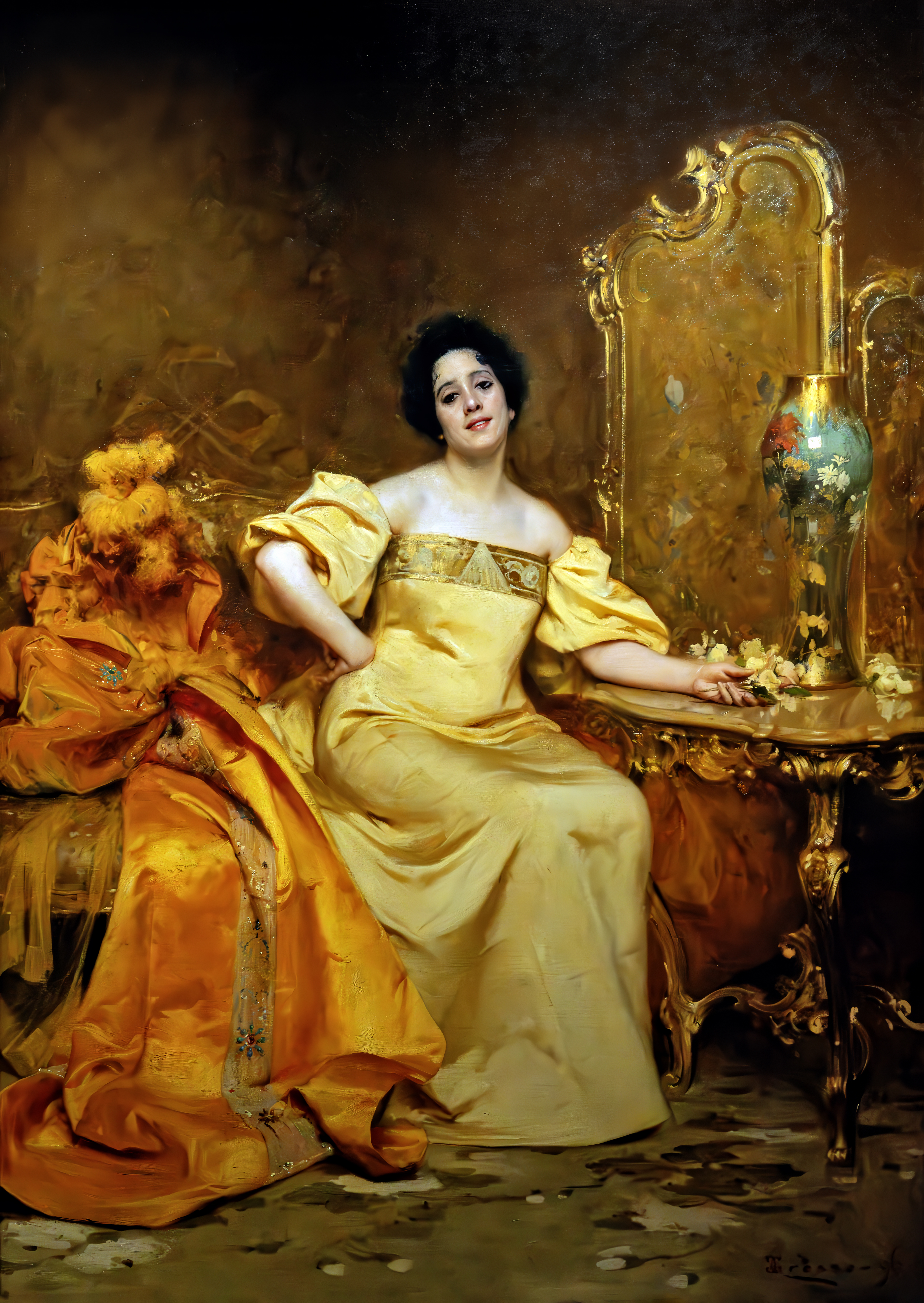
L'attrice Virginia Reyter